# 陳麗紅
陳麗紅（英語：Chen Lihong），香港建制派政治人物，勞聯成員，曾經參與2016年香港立法會選舉及2019年香港區議會選舉，但均告落敗；現任香港深水埗區議會地區委員會界別議員。

## 參與政治

### 2016年香港立法會選舉
於2016年香港立法會選舉，陳麗紅加入狄志遠之團隊，排名第四。

### 2019年區議會選舉涉干預選舉公平
於2019年香港區議會選舉，陳出戰深水埗「南山、大坑東及大坑西」選區。於投票日期間，陳的競選義工在港鐵石硤尾站外派發掌心雷卡片，另外陳麗紅亦有的義工陪同長者進入票站投票，義工又「攝」掌心雷卡片予該名長者。另一候選人、民協的譚國僑批評陳麗紅的做法不理想及明顯影響選舉公平，公然違反《選舉條例》。
最終陳麗紅敗於譚國僑。

### 2020年香港立法會選舉(原定)
原定2020年香港立法會選舉，陳麗紅加入另一建制派候選人陳凱欣之團隊，排名第三。名單另有自由黨區議員何顯明和工聯會成員李文傑。但此等經濟左翼與右翼共同出選安排，被《香港01》評為四不像名單，把階級立場、政見政綱、民生議題都給拋諸腦後。

## 資料來源
1. ↑  港九勞工社團聯會. .   [2020-07-10]. （原始内容存档于2020-07-11）.
2. ↑  黃雲娜. . 香港01. 2016-07-09  [2020-08-09]. （原始内容存档于2020-07-11）.
3. ↑  .   [2020-07-10]. （原始内容存档于2020-07-10）.
4. ↑  .   [2020-07-10]. （原始内容存档于2021-01-21）.
5. ↑  . 香港獨立媒體網. 2019-11-24  [2020-08-09]. （原始内容存档于2021-03-18）.
6. ↑  . 立場新聞. 2019-11-24  [2020-08-09]. （原始内容存档于2020-06-17）.
7. ↑  . 香港獨立媒體網. 2020-07-16  [2020-08-09]. （原始内容存档于2020-07-17）.
8. ↑  . 香港01. 2020-07-23  [2020-08-09]. （原始内容存档于2020-07-24）.

9. https://penguin100hk.synology.me/URL/ZS2o3 https://www.eaplatform.gov.hk/2023DC/public/ShowEAFileList.xhtml?candidateId=204&batchDateNum=2023-11-22_001&row_field_type=EA+File （页面存档备份，存于）